# Артукайнен
Артука́йнен (фин. Artukainen, швед. Artukais) — один из самых западных районов города Турку, входящий в территориальный округ Пансио-Юрккяля.

## Географическое положение
Район расположен в пяти километрах от центральной части города.

## История
С 1935 года в районе действовал первый городской аэропорт, который в 1955 году со строительством нового аэропорта Турку был перемещён в другое место.

## Население
В 2004 году население района составляло всего 78 человек, что делало район самым малочисленным районом Турку. Малая заселённость района объясняется тем, что по-большей части район является индустриальным.

## Климат
22 апреля 2012 года в районе был зафиксирован температурный рекорд текущей весны, когда воздух прогрелся до +16,1 °С.